# Horacio Luis López
Horacio Luis López (Bordenave, Buenos Aires, 1 de julio de 1951- Puan, 9 de febrero de 2021) fue un político argentino perteneciente a la Unión Cívica Radical.  Se desempeñó como concejal e intendente de Puan y senador Provincial de Buenos Aires (2011-2019). Falleció el 9 de febrero de 2021 por las complicaciones y secuelas del Covid-19.

## Biografía

#### Concejal e Intendencia
Tuvo sus bases políticas en un frente que nucleaba al radicalismo con sectores disidentes del PJ, logró ser electo Concejal en el período (1995 – 1999), Intendente del Distrito de Puan durante tres mandatos (1999 – 2011) durante su primera gestión heredó una deuda mayor a 1 millón y medio de dólares pero logró bajar esa deuda a menos de 800 mil pesos en menos de tres años y medio de gestión, también aclaró: "Comenzamos a prestar mayor atención a áreas que debimos postergar durante dos años y medio. Lo remplazo Facundo Castelli.

#### Senador provincial (2011-2019)
En 2011 fue elegido Senador Provincial por la sexta sección electoral por la coalición Unión para el Desarrollo Social (alianza entre Ricardo Alfonsín y Francisco De Narvaez) para el periodo 2011-2015, en 2015 fue reelecto esta vez por la coalición Cambiemos hasta 2019. Durante su segundo mandato fue vicepresidente primero de la cámara de senadores provincial.

## Historia electoral

### Elecciones Intendente de Puan 1999[6]
| Fórmula            | Partido                                   | Votos | Porcentaje |
| ------------------ | ----------------------------------------- | ----- | ---------- |
| Horacio Luis López | Unión Cívica Radical                      | 6.184 |            |
|                    | Concertacion Justicialista para el Cambio | 4.937 |            |
|                    | Acción por la República                   | 415   |            |

### Elecciones Intendente de Puan 2003[7]
| Fórmula            | Partido                                                 | Votos | Porcentaje |
| ------------------ | ------------------------------------------------------- | ----- | ---------- |
| Horacio Luis López | Frente Vecinal para el Crecimiento-Unión Cívica Radical | 4.961 | 47,49%     |
|                    | Partido Justicialista                                   | 4.187 | 40,08%     |
|                    | Afirmación para una República Igualitaria               | 880   | 8,42%      |
|                    | Frente por la Lealtad                                   | 410   | 3,92%      |
|                    | Frente Popular Bonaerense                               | 8     | 0,08%      |

### Elecciones Intendente de Puan 2007[8]
| Fórmula            | Partido                                                 | Votos | Porcentaje |
| ------------------ | ------------------------------------------------------- | ----- | ---------- |
| Horacio Luis López | Frente Vecinal para el Crecimiento-Unión Cívica Radical | 4.625 | 43,54%     |
|                    | Partido Justicialista                                   | 3.268 | 30,77%     |
|                    | Partido de la Victoria                                  | 1.625 | 15,3 %     |
|                    | Afirmación para una República Igualitaria               | 1.104 | 10,39%     |

### Elecciones Senador Provincial de Buenos Aires 2011
| 6º Sección Electoral 6 Senadores | 6º Sección Electoral 6 Senadores          | 6º Sección Electoral 6 Senadores | 6º Sección Electoral 6 Senadores | 6º Sección Electoral 6 Senadores |
| Partido/Alianza                  | Partido/Alianza                           | Votos                            | %                                | Bancas                           |
| -------------------------------- | ----------------------------------------- | -------------------------------- | -------------------------------- | -------------------------------- |
|                                  | Frente para la Victoria                   | 185.247                          | 47,81                            | 4/6                              |
|                                  | Unión para el Desarrollo Social           | 85.248                           | 22,00                            | 2/6                              |
|                                  | Frente Amplio Progresista                 | 44.978                           | 11,61                            |                                  |
|                                  | Compromiso Federal                        | 19.143                           | 4,94                             |                                  |
|                                  | Frente Popular                            | 18.877                           | 4,87                             |                                  |
|                                  | Nuevo Encuentro                           | 12.234                           | 3,16                             |                                  |
|                                  | Frente de Izquierda y de los Trabajadores | 11.577                           | 2,99                             |                                  |
|                                  | Coalición Cívica ARI                      | 10.160                           | 2,62                             |                                  |
| Votos positivos                  | Votos positivos                           | 387.464                          | 83,92                            |                                  |
| Votos en blanco                  | Votos en blanco                           | 70.898                           | 15,36                            |                                  |
| Votos nulos                      | Votos nulos                               | 3.341                            | 0,72                             |                                  |
| Participación                    | Participación                             | 461.703                          | 79,07                            |                                  |
| Electores registrados            | Electores registrados                     | 583.936                          | 100                              |                                  |

Union para el Desarrollo Social (2): Horacio Luis López (UCR) y Nidia Moirano (PRO)

### Elecciones Senador Provincial de Buenos Aires 2015
| 6º Sección Electoral 6 Senadores | 6º Sección Electoral 6 Senadores          | 6º Sección Electoral 6 Senadores | 6º Sección Electoral 6 Senadores | 6º Sección Electoral 6 Senadores |
| Partido/Alianza                  | Partido/Alianza                           | Votos                            | %                                | Bancas                           |
| -------------------------------- | ----------------------------------------- | -------------------------------- | -------------------------------- | -------------------------------- |
|                                  | Cambiemos Buenos Aires                    | 203.190                          | 47,31                            | 4/6                              |
|                                  | Frente para la Victoria                   | 126.889                          | 29,54                            | 2/6                              |
|                                  | Unidos por una Nueva Alternativa          | 63.424                           | 14,77                            |                                  |
|                                  | Progresistas                              | 20.781                           | 4,84                             |                                  |
|                                  | Frente de Izquierda y de los Trabajadores | 15.238                           | 3,55                             |                                  |
| Votos positivos                  | Votos positivos                           | 429.522                          | 86,92                            |                                  |
| Votos en blanco                  | Votos en blanco                           | 61.500                           | 12,45                            |                                  |
| Votos nulos                      | Votos nulos                               | 3.141                            | 0,64                             |                                  |
| Participación                    | Participación                             | 494.163                          | 79,77                            |                                  |
| Electores registrados            | Electores registrados                     | 619.436                          | 100                              |                                  |

Cambiemos (4): Andrés De Leo (CC-ARI),Horacio Luis López (UCR), Nidia Moirano (PRO) y Julieta María Centeno Lascano (PRO)